# Schloss Rotenburg

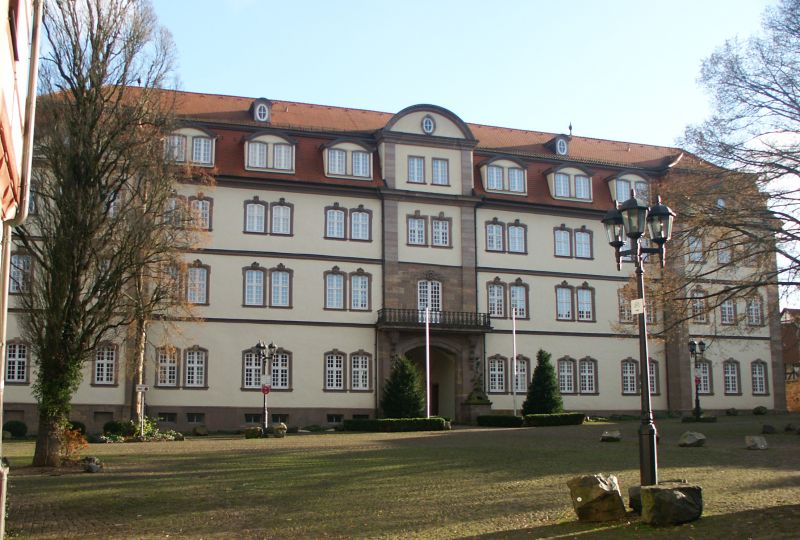
Frontansicht des Corps de Logis

Das Schloss Rotenburg ließ Landgraf Ludwig II. von Niederhessen im Jahr 1470 erbauen. Es steht an der Fulda in der nordhessischen Stadt Rotenburg an der Fulda.

## Geschichte

Innenhof mit Corps de Logis und Nordflügel

Innenhof mit Corps de Logis und Südflügel

Im Jahr 1470 entstand das erste befestigte Schloss in Rotenburg, das Ludwig II. direkt am linken Ufer der Fulda erbauen ließ. Ein großer Stadtbrand in der Altstadt zerstörte schon 1478 auch das Schloss, so dass in der Folge ein Schloss aus Stein gebaut wurde. Es wurde danach ein beliebter Sommersitz der Landgrafen und zeitweise landgräflicher Witwenwohnsitz.
Im Jahr 1540 wurde in diesem Schloss die Doppelehe Philipps von Hessen mit Margarethe von der Saale geschlossen.
Erst zwischen 1571 und 1607 errichteten Landgraf Wilhelm IV. von Hessen-Kassel und dessen Sohn Moritz einen neuen Vierflügelbau im Renaissancestil. Der Bau war zweigeschossig und hatte an allen vier Ecken Treppentürme. Davon sind heute noch der Südflügel und der Marstall erhalten. Im längst zerstörten Ostflügel war eine Schlosskapelle in Form einer Querkirche eingebaut. An der Ausgestaltung der Anlage waren mehrere hessische Hofkünstler beteiligt, wie Caspar van der Borcht und Wilhelm Vernuken. Dieses Schloss wurde 1646 von Matthäus Merian in einem Kupferstich festgehalten. Er schrieb dazu:

„Rotenburg ist nach Cassel die vornehmbste Fürstliche Residenz Statt zu beyden Seiten deß Fuldastrohms gelegen unnd zwar das Schloß auff disseit einwarts Landes so gantz von Steinen viereckt zusammen gebawt im umbfang größer aber nicht so hoch als das zu Cassel.“

Von 1627 bis 1834 war das Schloss Residenz der Kasseler Nebenlinie Hessen-Rotenburg, die die sogenannte Rotenburger Quart regierte. Im Dreißigjährigen Krieg wurde das Schloss mehrfach geplündert, aber nicht zerstört. 1750 wurde der Westflügel im Stil des Barocks unter Landgraf Konstantin von Hessen-Rotenburg umgebaut. Sein Sohn und Nachfolger, Landgraf Karl Emanuel, ließ 1790 den Nordflügel, nach Plänen des Architekten François Ignace Mangin, im Empirestil neu errichten. Während dieses Umbaus wurde der Ostflügel vollständig abgerissen.
1834 erlosch die landgräfliche Nebenlinie Hessen-Rotenburg, und die Rotenburger Quart und damit auch das Schloss fiel an das Kurfürstentum Hessen zurück. Bewohnt war das Schloss in der folgenden Zeit von Hofbeamten. Nach der Annexion von Hessen-Kassel durch Preußen 1866 waren Rotenburg und das Schloss in preußischem Besitz. Nach langen Verhandlungen mit der preußischen Verwaltung wurde das Schloss dann der hessen-kasseler Nebenlinie Hessen-Philippsthal-Barchfeld zugesprochen, die es als Witwenwohnsitz nutzte.
Im Jahre 1932 kaufte die Stadt Rotenburg das Schloss und die dazugehörigen Nebengebäude. In einigen Räumen war von 1933 bis 1945 die Truppenführerschule des Reichsarbeitsdienstes untergebracht. Ab 1945 war es Notunterkunft für Flüchtlingsfamilien, bis es 1953 in staatlichen Besitz überging. In der gesamten Schlossanlage befindet sich seitdem die Landesfinanzschule des Landes Hessen.

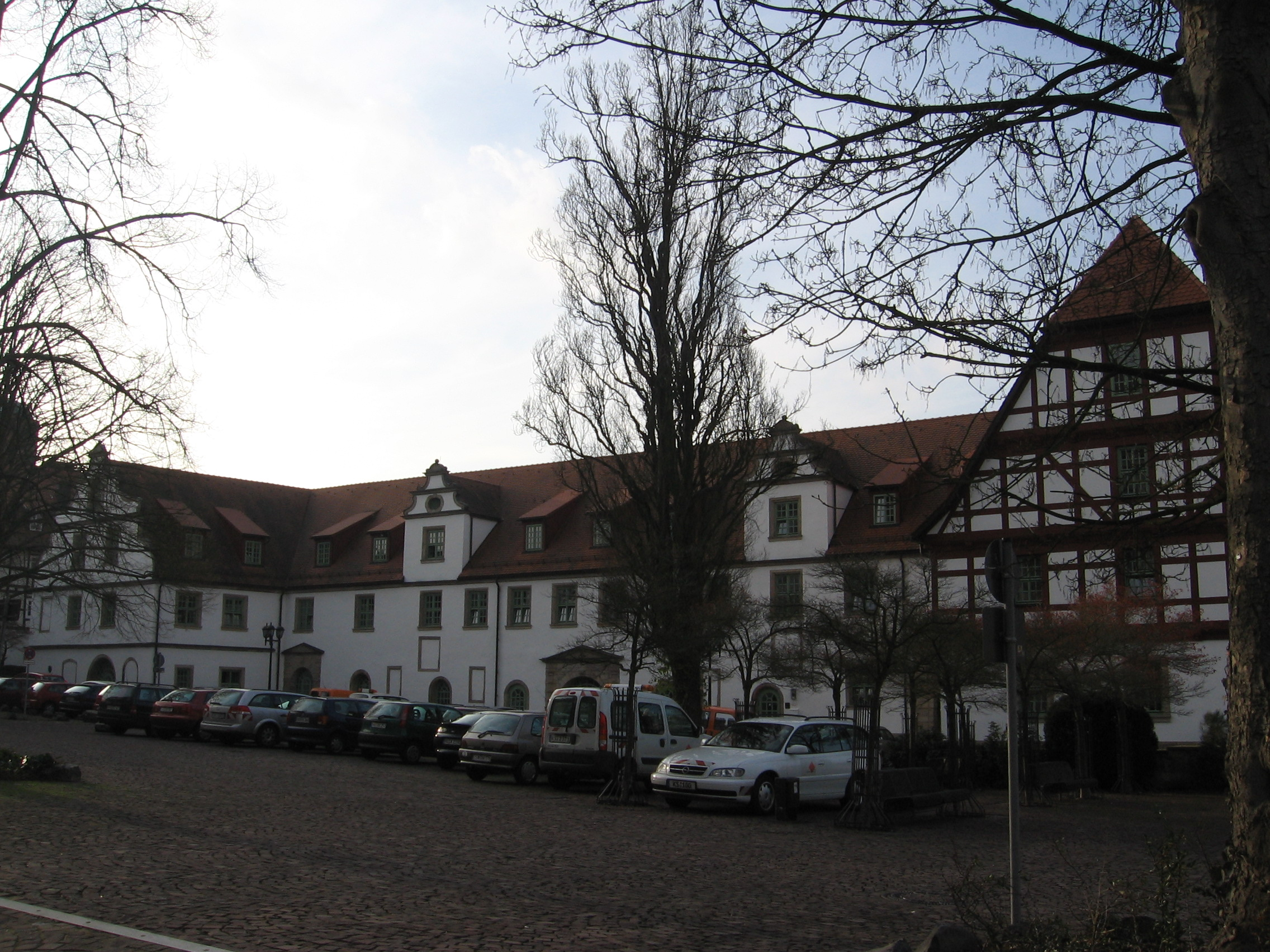
Marstall, erbaut 1570

Neben den ehemaligen Wirtschaftsgebäuden (z. B. Marstall) vor dem Schloss besteht die Schlossanlage heute aus drei Flügeln. Der Innenhof öffnet sich nach Osten hin zum Schlosspark. Der Marstall ist heute Sitz der Aus- und Fortbildungsstätte von Hessen Mobil – Straßen- und Verkehrsmanagement.